# بروس هايمان
بروس هايمان (بالإنجليزية: Bruce Heyman)‏ هو مصرفي الاستثمار ‏ ودبلوماسي أمريكي، ولد في 1958 في إلميرا في الولايات المتحدة.